# チェサピーク・アンド・オハイオ鉄道の機関車一覧
チェサピーク・アンド・オハイオ鉄道の機関車一覧（チェサピーク・アンド・オハイオてつどうのきかんしゃいちらん）

## 蒸気機関車

### クラスH: 2-6-6-2, 2-8-8-2, 2-6-6-6
クラスHは、2-6-6-2、2-8-8-2、2-6-6-6 アレゲニー型。
- チェサピーク・アンド・オハイオ クラスH-1 2-6-6-2
- チェサピーク・アンド・オハイオ クラスH-2 2-6-6-2
- チェサピーク・アンド・オハイオ クラスH-3 ex-ホッキングバレー鉄道 2-6-6-2
- チェサピーク・アンド・オハイオ クラスH-4 2-6-6-2
- チェサピーク・アンド・オハイオ クラスH-5 2-6-6-2
- チェサピーク・アンド・オハイオ クラスH-6 2-6-6-2
- チェサピーク・アンド・オハイオ クラスH-7 and H-7-A 2-8-8-2
- チェサピーク・アンド・オハイオ クラスH-8 2-8-8-2

### クラスJ: 4-8-2, 4-8-4
クラスJは、4-8-2 マウンテン、4-8-4 グリーンブリア型。
- チェサピーク・アンド・オハイオ クラスJ-1 4-8-2
- チェサピーク・アンド・オハイオ クラスJ-2 4-8-2
- チェサピーク・アンド・オハイオ クラスJ-3 and J-3-A 4-8-4

### クラスK: 2-8-2, 2-8-4
クラスKは、2-8-2 ミカド、2-8-4 カンワハ型。
- チェサピーク・アンド・オハイオ クラスK ex-ホッキングバレー鉄道 2-8-2
- チェサピーク・アンド・オハイオ クラスK-1 2-8-2
- チェサピーク・アンド・オハイオ クラスK-2 2-8-2
- チェサピーク・アンド・オハイオ クラスK-3 and K-3-A 2-8-2
- チェサピーク・アンド・オハイオ クラスK-4 2-8-4
- チェサピーク・アンド・オハイオ クラスK-5 ex-ペレ・マークリー鉄道 2-8-2
- チェサピーク・アンド・オハイオ クラスK-6 ex-ペレ・マークリー鉄道 2-8-2
- チェサピーク・アンド・オハイオ クラスK-8 ex-ペレ・マークリー鉄道 2-8-2

### クラスL: 4-6-4
クラスLは、4-6-4 ハドソン型として使用。
- チェサピーク・アンド・オハイオ クラスL-1
- チェサピーク・アンド・オハイオ クラスL-2 and L-2-A

### クラスM: 蒸気タービン電気
クラスMは、2-C1+2-C1-2のみ。
- チェサピーク・アンド・オハイオ クラスM-1

### クラスT: 2-10-4
クラスTは、2-10-4 テキサス型のみ。
- チェサピーク・アンド・オハイオ クラスT-1

## ディーゼル機関車

### アルコ
- S-2 58台製造 1949-1950
- S-4 14台製造 1953
- RS-2 2台製造 1949、のちにリーハイ・バレー鉄道へ売却された
- RSD-5 26台製造 1952
- RS-1 2台製造 1953
- RS-3 2台製造 1955
- RSD-12 10台製造 1956
- C-628 4台製造 1967, 後にRobe River Mining（オーストラリア）へ売却

### ボールドウィン
- DRS-6-6-1500 3台製造 1949
- AS-616 39台製造 1950-1953